# Дракорничная госпожи Кобаяси
Драко́рничная госпожи́ Кобая́си (яп. 小林さんちのメイドラゴン Кобаяси-сан ти но мэйдорагон) — манга мангаки под псевдонимом Кул Кёсинндзя (Coolkyoushinnja). Выходит с мая 2013 года в журнале Monthly Action издательства Futabasha. Аниме-адаптация манги от студии Kyoto Animation выходила с января по апрель 2017 года (1-й сезон) и с июля по сентябрь 2021 года (2-й сезон).

## Сюжет
Кобаяси — одинокая офисная работница, которая каждый вечер «отмечает» окончание рабочих будней в разных забегаловках. Одним таким вечером Кобаяси встречает раненую самку дракона по имени Тору, которой, оказав помощь, на пьяную голову предлагает остаться жить у неё. Радостная Тору соглашается и решает стать горничной, чтобы отплатить Кобаяси за своё спасение, однако сама она мало что знает о мире людей, поэтому творит много глупостей. Вслед за ней прибывает Канна, поначалу желавшая просто вернуть мятежную дракониху обратно, но от бессилия оставшаяся вместе с ней, да и в придачу остальные их друзья и знакомые драконы также прибывают в наш мир и пробуют ужиться в нём по их примеру.

## Персонажи

### Драконы
- Тору (яп. トール То:ру) / Тору Кобаяси (яп. 小林トール Кобаяси То:ру) — дракон из параллельного мира, член фракции «Хаоса» — фракции драконов, воюющих с богами. В одной из битв была ранена огромным божественным мечом и сбежала на Землю, дабы не быть схваченной. В человеческом мире дракона спасает Кобаяси, после чего Тору влюбляется в неё и начинает жить с ней в качестве горничной. Всячески опекает Кобаяси, хотя такие вещи, как попытки Тору накормить Кобаяси собственным хвостом, вызывают у той раздражение. Тору обладает различной мощной магией, способна дышать огнем, изменять свой облик на драконий или человеческий, а также накладывать проклятья на людей. Обычно она сохраняет свои рога при превращении в человека и иногда сохраняет свой хвост. Из-за одежды горничной её обычно принимают за косплеера. В другом мире большинство знакомых считают Тору убитой, и лишь немногие знают, что она жива.

Сэйю: Юки Кувахара.
- Канна Камуй (яп. カンナカムイ) / Канна Кобаяси (яп. 小林 カンナ Кобаяси Канна) — девочка-дракон, сосланная в человеческий мир за то, что слишком много хулиганила. В человеческом мире поначалу хотела вернуть Тору обратно, но в итоге осталась жить с ней и Кобаяси. Пользуется стихией молнии. В человеческом облике она выглядит как маленькая девочка. Посещает третий класс начальной школы квартала Обородзука под фамилией Кобаяси. Очень привязывается к Кобаяси, относится к ней как к матери, Тору же считает своей старшей сестрой. Её облик вдохновлён культурой айнов. Она носит перовидные рога и тонкий хвост, заканчивающийся «шариком», с помощью которого способна восполнять свою истощённую магическую энергию электричеством через обычную бытовую розетку.

Сэйю: Мария Наганава.
- Эльма (яп. エルマ Эрума) / Эльма Дзёи (яп. 上井 エルマ Дзё:и Эрума) — водный дракон, принадлежащий фракции «Равновесие», конкурирующей с фракцией «Хаоса», к которой принадлежит Тору. Владеет трезубцем. Застревает в мире людей и начинает работать в офисе вместе с Кобаяси. Сильная, старательная и ответственная, но вместе с тем наивная и нерешительная. Из-за своего чрезмерного аппетита никогда не откажется от предложенной еды (особенно от сладостей). В человеческой форме выглядит как молодая девушка с фиолетовыми волосами и рогом посередине лба. В офисе одевается в официально-деловом стиле и носит очки, рог прячет. «Человеческое» имя — Эльма Дзёи.

Сэйю: Юки Такада.
- Кетцалькоатль (яп. ケツァルコアトル Кэцарукоатору) / Лькоа (яп. ルコア Рукоа) — богиня-дракон, ещё одна подруга Тору. Много столетий назад потеряла свой божественный статус из-за того, что напилась и устроила большой скандал с участием своей младшей сестры. Просит называть себя Лькоа. Тору воспринимает её как источник мудрости, но иногда случайно ссылается на события из прошлого Кетцалькоатль, заставляя ту краснеть. Остаётся жить с Сётой после того, как прервала его заклинание призыва, дабы он не вызвал опасного демона. Поэтому Сёта ошибочно считает, что она суккуб. В человеческом облике Лькоа выглядит как высокая, симпатичная девушка с гетерохромией. Она часто становится слишком ласковой и пристаёт к Сёте, сильно смущая его этим. Похожа на Кетцалькоатль из оригинальной мифологии.

Сэйю: Минами Такахаси.
- Фафнир (яп. ファフニール Фафуни:ру) / Такэси Оояма (яп. 大山 猛 О:яма Такэси) — давний друг Тору, дракон с сильным недоверием к людям. Поначалу ставит под сомнение многие действия и идеалы Тору. Он имеет некоторое сходство с особенностями его тёзки, например, холодное и пренебрежительное поведение. В человеческом облике он выглядит как утонченный молодой человек в пенсне с длинными чёрными волосами и красными глазами. После попыток Тору найти ему место для проживания, Фафнир (под именем Такэси Оояма) в конечном итоге начинает жить с Макото и также становится отаку под влиянием последнего.

Сэйю: Дайсукэ Оно.
- Илулу (яп. イルル Ируру) — дракон фракции «Хаоса». Нацеливается на Тору из-за её отношений с человеком, пытаясь уничтожить в процессе город. Всячески пыталась помешать близости Кобаяси и Тору, но после того, как те спасают её от дракона фракции «Порядка», она меняет своё отношение и начинает жить с ними. В человеческом облике выглядит как невысокая девушка с большой грудью. Её психическое развитие ослабло из-за навязывания ей другими драконами фракции «Хаоса» различных убеждений (физически она одногодка Тору). Когда Илулу была младше, ей нравилось играть с человеческими детьми, поэтому она решает устроиться в магазин, торгующий играми и сладостями, чтобы видеть детей счастливыми.

Сэйю: Томоми Минэути.
- Император Смерти (яп. 終焉帝 Сю:энтэй) — отец Тору. Не одобряет близость Тору и Кобаяси, так как считает, что представители фракции драконов «Хаоса» не должны вмешиваться в жизнь жителей Земли. Пытался забрать дочь домой из мира людей, но решает оставить её после того, как Кобаяси попыталась защитить Тору, несмотря на смертельную опасность. Оставляет Кобаяси в живых, так как он не хочет злить Тору, считая её гораздо сильнее себя.

Сэйю: Такаюки Суго.

### Люди
- Кобаяси (яп. 小林) — 25-летняя обычная офисная служащая и программист. По натуре довольно добросердечна и любит горничных. Также любит выпить после работы. Однажды, немного перебрав, проезжает свою остановку и отправляется в горы, где случайно натыкается на раненую Тору. К удивлению последней с лёгкостью вынимает из тела дракона внушительных размеров божественный меч и предлагает ей жить у неё в качестве горничной. У неё, как правило, уравновешенный и безразличный характер, но когда речь заходит о горничных, становится пылкой. В алкогольном опьянении агрессивна и без остановки читает наставления для горничных. К своей работе не питает особого интереса, но, в отличие от других, превосходно справляется с большими нагрузками. Её мучают боли в пояснице.

Сэйю: Муцуми Тамура.
- Макото Такия (яп. 滝谷 真 Такия Макото) — коллега и друг Кобаяси, с которым она иногда ходит выпить после работы. Поначалу воспринимался Тору как соперник за привязанность Кобаяси, но на самом деле он просто отаку, который думает о Кобаяси как об «одном из парней» и любит разговаривать с ней о горничных. Кобаяси каждый год помогает ему на комикете. Разрешил Фафниру жить у него, пока тот остаётся в мире людей.

Сэйю: Юити Накамура.
- Рико Сайкава (яп. 才川 リコ Сайкава Рико) — ученица начальной школы Обородзуки. Одноклассница Канны. Довольно высокомерна, в классе строит из себя «королеву». Набросилась на «переведённую из другой школы» Канну, но та, изобразив плач, заставила Рико извиниться. В целом добрая девочка. Почти сразу подверглась очарованию Канны.

Сэйю: Эмири Като.
- Джорджи (яп. ジョージー Дзё:дзи:) — старшая сестра Рико, у которой хобби притворяться горничной. Таким образом, она отлично ладит с Кобаяси. Джорджи — вымышленное имя.

Сэйю: Юко Гото.
- Сёта Магацути (яп. 真ヶ土 翔太 Магацути Сё:та) — мальчик, рождённый в семье магов. Хоть магия и не особо популярна в настоящее время, чтобы доказать родителям, что он — состоявшийся маг, Сёта проводит ритуал по призыву демона, но вместо исчадия ада из портала появляется Кетцалькоатль. Он убежден, что Лькоа является суккубом. Учится в пятом классе начальной школы Обородзуки, а его отец — директор компании Кобаяси.

Сэйю: Каори Исихара.
- Такэто Айда (яп. 会田 タケト Айда Такэто) — внук хозяйки магазина сладостей, куда устраивается продавщицей Илулу, старшеклассник в расцвете полового созревания. Первоначально не доверяет пришлой незнакомке, но потом она начинает ему нравиться.

Сэйю: Хиро Симоно.

## Медиа

### Манга
Мангака под псевдонимом Cool-kyou Shinja начал публикацию манги в первом выпуске журнала Monthly Action издательства Futabasha 25 мая 2013 года. Seven Seas Entertainment приобрело лицензию на выпуск манги в Северной Америке; первый том на английском языке вышел в октябре 2016 года. Спин-офф манга Мицухиро Кимуры Miss Kobayashi's Dragon Maid: Kanna's Daily Life (яп. 小林さんちのメイドラゴン カンナの日常 Кобаяси-сан Ти но Мэйдорагон: Канна но Нитидзё:, «Дракорничная госпожи Кобаяcи: Повседневная жизнь Канны») выходит в журнале Monthly Action с 24 декабря 2016 года. Ещё одна спин-офф манга Аями Кадзамы Miss Kobayashi's Dragon Maid: Elma's Office Lady Diary (яп. 小林さんちのメイドラゴン エルマのOL日記 Кобаяси-сан Ти но Мэйдорагон: Эрума OL (о:эру) Никки, «Дракорничная госпожи Кобаяси: Офисные деньки Эльмы») выходит в журнале Monthly Action с 25 августа 2017 года. Лицензия на выпуск обоих спин-оффов также принадлежит Seven Seas Entertainment. С 26 января 2019 года в Monthly Action выходит спин-офф манга Miss Kobayashi's Dragon Maid: Lucoa is my xx (яп. 小林さんちのメイドラゴン ルコアは僕の××です Кобаяси-сан ти но мэйдорагон: Рукоа ва боку но ××дэсу, «Дракорничная госпожи Кобаяcи: Лукоа — моя **») авторства Utamaro про совместную жизнь начинающего мага Сёты Магацути и его фамильяра Кетцалькоатль.
Права на выпуск основной серии манги в России принадлежит издательству «Истари комикс».

#### Список томов манги
Дракорничная госпожи Кобаяси
| №  | На японском           | На японском            | На русском           | На русском             |
| №  | Дата публикации       | ISBN                   | Дата публикации      | ISBN                   |
| -- | --------------------- | ---------------------- | -------------------- | ---------------------- |
| 1  | 10 мая 2014 года      | ISBN 978-4-575-84405-4 | 31 августа 2019 года | ISBN 978-5-907014-75-6 |
| 2  | 10 февраля 2015 года  | ISBN 978-4-575-84570-9 | 31 августа 2019 года | ISBN 978-5-907014-76-3 |
| 3  | 10 сентября 2015 года | ISBN 978-4-575-84679-9 | 22 октября 2021 года | ISBN 978-5-907340-38-1 |
| 4  | 12 мая 2016 года      | ISBN 978-4-575-84796-3 | 22 октября 2021 года | ISBN 978-5-907340-39-8 |
| 5  | 12 декабря 2016 года  | ISBN 978-4-575-84894-6 | 22 октября 2021 года | ISBN 978-5-907340-40-4 |
| 6  | 12 июля 2017 года     | ISBN 978-4-575-85002-4 | 22 октября 2021 года | ISBN 978-5-907340-41-1 |
| 7  | 12 апреля 2018 года   | ISBN 978-4-575-85134-2 | 30 июня 2023 года    | ISBN 978-5-907539-35-8 |
| 8  | 12 февраля 2019 года  | ISBN 978-4-575-85267-7 | 6 мая 2024 года      | ISBN 978-5-907539-36-5 |
| 9  | 12 ноября 2019 года   | ISBN 978-4-575-85374-2 | 16 октября 2024 года | ISBN 978-5-907539-37-2 |
| 10 | 11 августа 2020 года  | ISBN 978-4-575-85476-3 | 30 октября 2024 года | ISBN 978-5-907539-38-9 |
| 11 | 10 июня 2021 года     | ISBN 978-4-575-85589-0 |                      |                        |
| 12 | 12 января 2022 года   | ISBN 978-4-575-85679-8 |                      |                        |
| 13 | 10 ноября 2022 года   | ISBN 978-4-575-85777-1 |                      |                        |
| 14 | 12 сентября 2023 года | ISBN 978-4-575-85887-7 |                      |                        |
| 15 | 11 апреля 2024 года   | ISBN 978-4-57-585958-4 |                      |                        |
| 16 | 13 февраля 2025 года  | ISBN 978-4-57-586053-5 |                      |                        |

Miss Kobayashi's Dragon Maid: Kanna's Daily Life
| №  | На японском          | На японском            | На английском         | На английском          |
| №  | Дата публикации      | ISBN                   | Дата публикации       | ISBN                   |
| -- | -------------------- | ---------------------- | --------------------- | ---------------------- |
| 1  | 28 марта 2017 года   | ISBN 978-4-575-84948-6 | 2 января 2018 года    | ISBN 978-1-626927-51-3 |
| 2  | 12 июля 2017 года    | ISBN 978-4-575-85003-1 | 22 мая 2018 года      | ISBN 978-1-626927-93-3 |
| 3  | 12 октября 2017 года | ISBN 978-4-575-85044-4 | 11 сентября 2018 года | ISBN 978-1-626928-99-2 |
| 4  | 10 февраля 2018 года | ISBN 978-4-575-85105-2 | 5 февраля 2019        | ISBN 978-1-626929-96-8 |
| 5  | 10 июня 2018 года    | ISBN 978-4-575-85105-2 | 11 июня 2019          | ISBN 978-1-642751-06-2 |
| 6  | 12 февраля 2019 года | ISBN 978-4-575-85105-2 | 17 декабря 2019 года  | ISBN 978-1-642757-49-1 |
| 7  | 12 декабря 2019 года | ISBN 978-4-575-85389-6 | 21 июля 2020 года     | ISBN 978-1-64505-497-9 |
| 8  | 11 августа 2020 года | ISBN 978-4-575-85477-0 | 27 апреля 2021 года   | ISBN 978-1-64505-785-7 |
| 9  | 12 июля 2021 года    | ISBN 978-4-575-85600-2 | 18 января 2022 года   | ISBN 978-1-64827-345-2 |
| 10 | 12 февраля 2022 года | ISBN 978-4-575-85692-7 | 8 ноября 2022 года    | ISBN 978-1-63858-661-6 |
| 11 | 12 декабря 2022 года | ISBN 978-4-57-585788-7 | 19 декабря 2023 года  | ISBN 978-1-68579-493-4 |
| 12 | 12 октября 2023 года | ISBN 978-4-57-585900-3 | 24 сентября 2024 года | ISBN 979-8-89160-498-8 |
| 13 | 10 мая 2024 года     | ISBN 978-4-57-585968-3 |                       |                        |
| 14 | 13 февраля 2025 года | ISBN 978-4-57-586054-2 |                       |                        |

Miss Kobayashi's Dragon Maid: Elma's Office Lady Diary
| №  | На японском          | На японском            | На английском        | На английском          |
| №  | Дата публикации      | ISBN                   | Дата публикации      | ISBN                   |
| -- | -------------------- | ---------------------- | -------------------- | ---------------------- |
| 1  | 11 мая 2018 года     | ISBN 978-4-575-85151-9 | 26 февраля 2019      | ISBN 978-1-642750-34-8 |
| 2  | 12 февраля 2019 года | ISBN 978-4-575-85269-1 | 20 августа 2019 года | ISBN 978-1-642751-43-7 |
| 3  | 12 декабря 2019 года | ISBN 978-4-575-85390-2 | 4 августа 2020 года  | ISBN 978-1-64505-218-0 |
| 4  | 11 августа 2019 года | ISBN 978-4-575-85269-1 | 25 мая 2021 года     | ISBN 978-1-64505-810-6 |
| 5  | 11 августа 2021 года | ISBN 978-4-575-85619-4 | 3 мая 2022 года      | ISBN 978-1-64827-232-5 |
| 6  | 12 февраля 2022 года | ISBN 978-4-575-85691-0 | 6 декабря 2022 года  | ISBN 978-1-64827-388-9 |
| 7  | 12 января 2023 года  | ISBN 978-4-57-585802-0 | 12 декабря 2023 года | ISBN 978-1-68579-517-7 |
| 8  | 12 октября 2023 года | ISBN 978-4-57-585899-0 | 11 июня 2024 года    | ISBN 979-8-88843-780-3 |
| 9  | 10 мая 2024 года     | ISBN 978-4-57-585967-6 | 8 апреля 2025 года   | ISBN 979-8-89160-644-9 |
| 10 | 10 апреля 2025 года  | ISBN 978-4-57-586075-7 |                      |                        |

Miss Kobayashi's Dragon Maid: Lucoa is my xx
| № | Дата публикации       | ISBN                   |
| - | --------------------- | ---------------------- |
| 1 | 12 ноября 2019 года   | ISBN 978-4-575-85373-5 |
| 2 | 11 августа 2020 года  | ISBN 978-4-575-85479-4 |
| 3 | 11 августа 2021 года  | ISBN 978-4-575-85618-7 |
| 4 | 12 января 2022 года   | ISBN 978-4-575-85680-4 |
| 5 | 9 февраля 2023 года   | ISBN 978-4-575-85813-6 |
| 6 | 12 сентября 2023 года | ISBN 978-4-575-85888-4 |
| 7 | 11 апреля 2024 года   | ISBN 978-457-585957-7  |

Miss Kobayashi's Dragon Maid: Fafnir the Recluse
| № | На японском         | На японском            | На английском        | На английском          |
| № | Дата публикации     | ISBN                   | Дата публикации      | ISBN                   |
| - | ------------------- | ---------------------- | -------------------- | ---------------------- |
| 1 | 12 июля 2021 года   | ISBN 978-4-575-85599-9 | 17 января 2023 года  | ISBN 978-1-63858-951-8 |
| 2 | 10 марта 2022 года  | ISBN 978-4-575-85699-6 | 2 мая 2023 года      | ISBN 978-1-68579-518-4 |
| 3 | 9 марта 2023 года   | ISBN 978-4-575-85819-8 | 7 ноября 2023 года   | ISBN 979-8-88843-042-2 |
| 4 | 11 апреля 2024 года | ISBN 978-4-575-85956-0 | 31 декабря 2024 года | ISBN 979-8-88843-767-4 |
| 5 | 13 марта 2025 года  | ISBN 978-4-575-86067-2 |                      |                        |

### Аниме
| Сезон | Сезон                                 | Серий    | Даты показа         | Даты показа           |
| Сезон | Сезон                                 | Серий    | Начало              | Конец                 |
| ----- | ------------------------------------- | -------- | ------------------- | --------------------- |
|       | Дракониха-горничная госпожи Кобаяси   | 13 + OVA | 11 января 2017 года | 5 апреля 2017 года    |
|       | Дракониха-горничная госпожи Кобаяси S | 12 + OVA | 7 июля 2021 года    | 22 сентября 2021 года |

В четвёртом томе манги была анонсирована одноимённая аниме-адаптация. Сериал создавался Ясухиро Такэмото на студии Kyoto Animation. За сценарий отвечала Юка Ямада, а дизайн персонажей представила Мику Кадоваки. Нобуаки Маруки занимал должность главного режиссера анимации, музыку для аниме написала Масуми Ито. Премьерный показ сериала прошёл с 11 января по 6 апреля 2017 года. Дополнительная 14-я серия был выпущен в комплекте с 7-м томом Blu-ray/DVD 20 сентября 2017 года.
Трансляцией сериала за пределами Японии с субтитрами занимается компания Crunchyroll, а компания Funimation — английским дубляжом. Аниме также доступно к просмотру на русском языке через Crunchyroll. Madman Entertainment предоставила релиз от Funimation для просмотра в Австралии и Новой Зеландии.
2-й сезон аниме был анонсирован в 8 томе манги в начале 2019 года, однако его статус некоторое время оставался неизвестен в связи со смертью режиссёра Ясухиро Такэмото при поджоге студии 18 июля 2019 года. Позднее премьера 2-го сезона под названием Miss Kobayashi's Dragon Maid S (яп. 小林さんちのメイドラゴンS Кобаяси-сан ти но мэйдорагон эсу) была запланирована на июль 2021 года. Студия Kyoto Animation вернулась к работе над аниме. Первая серия вышла 7 июля 2021 года.
Начальные темы
- «Aozora no Rhapsody» (яп. 青空のラプソディ Аодзора но рапусоди, «Рапсодия голубого неба») (первый сезон).
- «Ai no Supreme» (яп. 愛のシュプリーム Ай но сюпури:му, «Верховенство любви») (второй сезон).

Исполняет: Fhána.
Завершающие темы
- «Ishukan Communication» (яп. イシュカン・コミュニケーション Исюкан комюникэ:сён, «Межвидовая[c] коммуникация») (первый сезон).

Исполняют: Юки Кувахара, Мария Наганава, Минами Такахаси и Юки Такада.
- «Maid with Dragons♥» (яп. めいど・ういず・どらごんず♥ Мэйдо уидзу дорагондзу, «И горничные, и драконы») (второй сезон).

Исполняют: Юки Кувахара, Мария Наганава, Минами Такахаси, Юки Такада и Томоми Минэути.

#### Список серий аниме

##### Сезон 1: Дракониха-горничная госпожи Кобаяси (2017)
| № серии  | Название | Трансляция в Японии   |
| -------- | --- | --------------------- |
| 1        | The Strongest Maid in History, Tohru! (Well, She is a Dragon) / Сильнейшая в истории горничная (Ну, она дракон всё-таки) «Сидзё: сайкё: но мэидо, То:ру! (Ма: дорагон дэсу кара)» (史上最強のメイド、トール! (まあドラゴンですから))                                                 | 11 января 2017 года   |
| 2        | Second Dragon, Kanna! (We're Totally Spoiling Here) / Второй дракон, Канна! (Мы всё вам заспойлерили) «Дай-ни но дорагон, Канна! (Нэтабарэ дзэнкай дэсу нэ)» (第二のドラゴン、カンナ! (ネタバレ全開ですね))                                                                          | 18 января 2017 года   |
| 3        | Start of a New Life! (That Doesn't Go Well, Of Course) / Начало новой жизни! (И, разумеется, всё пошло наперекосяк) «Син сэйкацу, хадзимару! (Мотирон умаку икимасэн)» (新生活,はじまる！ (もちろんうまくいきません))                                                                | 25 января 2017 года   |
| 4        | Kanna Goes to School! (Not That She Needs To) / Канна идёт в школу! (Не то чтобы ей это нужно) «Канна, гакко: ни ику! (Соно хицуё: ва най н дэсу га)» (カンナ,学校に行く! (その必要はないんですが))                                                                                  | 1 февраля 2017 года   |
| 5        | Tohru's Real World Lessons! (She Thinks She Understands It Already) / Уроки жизни от Тору! (Она считает, что уже знает о мире всё) «То:ру но сякай бэнкё:! (Хоннин ва дэкитэру цумори дэсу)» (トールの社会勉強！（本人は出来てるつもりです）)                                        | 8 февраля 2017 года   |
| 6        | Home Visit! (And Homes Not Visited) / Поход в гости! (И к домам в гости не ходят) «Отаку хо:мон! (Ситэнай отаку мо аримасу)» (お宅訪問！（してないお宅もあります）) | 15 февраля 2017 года  |
| 7        | Summer's Staples! (The Fanservice Episode, Frankly) / Летние зарисовки (По сути, фансервисная серия) «Нацу но тэйбан! (Буттякэ тэкоирэ-кай дэсу нэ)» (夏の定番！（ぶっちゃけテコ入れ回ですね）)                                                                                      | 22 февраля 2017 года  |
| 8        | New Dragon, Elma! (She's Finally Appearing, Huh?) / Новый дракон, Эльма! (Наконец-то явилась, да?) «Аратанару дорагон, Эрума! (Ятто дэтэкимасита ка)» (新たなるドラゴン、エルマ! (やっと出てきましたか))                                                                             | 1 марта 2017 года     |
| 9        | Sports Festival! (There's No Twist or Anything) / Спортивный фестиваль! (И никаких сюжетных поворотов) «Ундо:кай! (Хинэри мо нани мо най дэсу нэ)» (運動会! (ひねりも何もないですね))                                                                                                | 8 марта 2017 года     |
| 10       | Troupe Dragon, On Stage! (They Had A Troupe Name, Huh) / Драконья труппа, на сцену! (У них даже название есть) «Гэкидан дорагон, он сутэ:дзи! (Гэкидан-мэй атта н дэсу нэ)» (劇団ドラゴン, オンステージ! (劇団名あったんですね))                                                     | 15 марта 2017 года    |
| 11       | Year End, New Year! (No Comiket Bit This Time) / Конец года, Новый Год! (На этот раз без Комикета) «Нэнмацу нэнси! (Комикэ нэта аримасэн)» (年末年始! (コミケネタありません)) | 22 марта 2017 года    |
| 12       | Tohru and Kobayashi's Impactful Meeting! (We're Raising The Bar On Ourselves) / Впечатляющая встреча Тору и Кобаяси! (Мы сами поднимаем себе планку) «То:ру то Кобаяси, кандо: но дэай! (Дзибун дэ ха:дору агэтэмасу нэ)» (トールと小林、感動の出会い！(自分でハードル上げてますね)) | 29 марта 2017 года    |
| 13       | Emperor of Demise Arrives! (It Was the Final Episode Before We Knew It) / Явление Императора Смерти народу! (Финальная серия подкралась незаметно) «Сю:энтэй, куру! (Ки га цукэба сайсюкай дэсу)» (終焉帝, 来る! (気がつけば最終回です))                                             | 6 апреля 2017 года    |
| 14 (OVA) | Valentine's Day, Followed By Hot Springs! (Please Don't Expect Much) / Валентинки и Горячие Источники! (Только не ожидайте слишком многого) «Барэнтайн, соситэ онсэн! (Аммари китайсинайдэ кудасай)» (バレンタイン、そして温泉！（あんまり期待しないでください）)                    | 20 сентября 2017 года |

##### Сезон 2: Дракониха-горничная госпожи Кобаяси S (2021)
| № серии  | № в сезоне | Название | Трансляция в Японии |
| -------- | ---------- | --- | ------------------- |
| 15       | 1          | New Dragon, Ilulu! (Please Be Nice to Her Again) / Новый дракон — Илулу! (Пожалуйста, поладьте с ней!) (新たなるドラゴン、イルル！（またよろしくお願いします）)                              | 8 июля 2021         |
| 16       | 2          | Hot Guy Kobayashi! (In Many Senses) / Красавчик Кобаяси! (В самых разных смыслах…) (イケメン、小林！（いろんな意味で）)                                                                      | 15 июля 2021        |
| 17       | 3          | Extracurricular Activities (Of Course They're Not Normal) / Факультативное занятие (естественно, необычное) (課外活動（もちろん普通じゃありません）)                                         | 22 июля 2021        |
| 18       | 4          | When in Rome, Do as the Romans Do (It's Hard to Match Others) / В чужой монастырь со своим уставом не ходи (под других сложно подстраиваться) (郷に入りては郷に従え（合わせるって大変です）) | 29 июля 2021        |
| 19       | 5          | Together With You (Well, If We Get Along) / Вместе с тобой… (но только если будет настроение) (君と一緒に（まあ気が合えばですが）)                                                           | 5 августа 2021      |
| 20       | 6          | Uncanny Relationships (One Side Is a Dragon) / Нас свели причуды судьбы (причём один из нас — дракон!) (合縁奇縁（片方はドラゴンです）)                                                      | 12 августа 2021     |
| 21       | 7          | Common Sense (It's Different For Everyone) / Здравый смысл (далёк ото всех нас) (一般常識（みんなずれてます）)                                                                               | 19 августа 2021     |
| 22       | 8          | The World's Only (Insert Phrase You Like Here) / Единственный в мире… (а закончите так, как сами хотите) (世界に一つだけの（好きな言葉を続けてください）)                                    | 26 августа 2021     |
| 23       | 9          | There Are Various Reasons Behind It (It's Full of Elma) / На то много разных причин… (а у нас всё про Эльму) (いろいろワケがありまして（エルマざんまいです）)                                | 2 сентября 2021     |
| 24       | 10         | Kanna's Summer Break (Broadcast In Two Languages!?) / Летние каникулы Канны (вещание пройдёт сразу на двух языках?) (カンナの夏休み（二か国語放送です!?）)                                   | 9 сентября 2021     |
| 25       | 11         | Premium Seat (No Extra Charge) / Премиальное кресло (доплачивать не придётся) (プレミアムシート（特別料金はかかりません）)                                                                   | 16 сентября 2021    |
| 26       | 12         | Life is Constant Change (But It's Okay To Stop And Appreciate It) / Жизнь — это вечный цикл рождения и смерти (но порой можно притормозить!) (生生流転（でも立ち止まるのもありですかね）)    | 23 сентября 2021    |
| 27 (OVA) | 13 (OVA)   | Japanese Hospitality (Attendance is a Dragon) (ニッポンのおもてなし（アテンドはドラゴンです）)                                                                                               | 19 января 2022      |

## Восприятие
По состоянию на февраль 2018 года в печать было пущено 1,2 миллиона копий манги.

## Комментарии
1. ↑  Является слиянием слов «дракон» и «горничная».
2. 1 2 3  Все английские и русские названия взяты с Crunchyroll.
3. ↑  Слово исюкан вляется паронимом слова иссюкан (яп.  «еженедельный»), и в визуальном ряде заставки встречаются названия дней недели.